# Ángeles del abismo

Ángeles del abismo (2004), es la segunda novela histórica escrita por el mexicano Enrique Serna, ganadora en el 2004 de El Premio Bellas Artes de Narrativa Colima para Obra Publicada otorgado por el Instituto Nacional de Bellas Artes (INBA); la obra está ambientada en la época del siglo XVII, donde retrata aspectos de la vida cotidiana del México colonial, la novela está escrita dentro de dos géneros: novela colonialista y novela picaresca, considerados del Siglo de Oro. El libro está estructurado en 41 capítulos breves, distribuidos en tres secciones: Cruce de caminos, Tres años después y El proceso.
En un principio el propósito de Enrique Serna era narrar la historia del proceso inquisitorio de Teresa Romero, una mujer del siglo XVII que se ganó la confianza y el aprecio de las familias más ricas del México novohispano, debido a que fingía tener éxtasis místicos, mismos que la llevaron a enfrentar un proceso inquisitorio. A partir de estos hechos Enrique Serna se toma la libertad de crear toda una nueva historia, integrando diversos personajes que hacen que la trama se desarrolle como una comedia de enredos.

## Argumento
Los protagonistas de la novela se ven obligados a llevar una doble vida por las circunstancias que la misma época les impone: vicios de la sociedad, engaño, saqueo, intereses personales, avaricia, codicia, humillación y la inquisición, mismos de los que estos amantes se tienen que servir para subsistir.
La novela narra la historia de la falsa beata Crisanta Cruz, quien desde su niñez sentía una fascinación por las representaciones teatrales, heredada por su madre, Crisanta anhelaba hacer una carrera teatral como actriz principal; obligada por la adversidad tiene que hacer uso de su talento divino como actriz y se hace pasar por una beata al fingir arrobamientos desbordados de misticismo, esta circunstancia la llevaría a estar lejos de su amante, el indio Tlacotzin, el cual en una etapa temprana de su vida es sometido a un enfrentamiento de creencias entre el culto a dioses prehispánicos heredados por su padre y el culto al cristianismo influencia de su madre, así como por la sociedad de castas, posteriormente  su madre lo entrega a una orden religiosa.
Tlacotzin al sentirse en deuda con los dioses aztecas que su padre le hereda, les rinde culto clandestino, lo que deja al descubierto  las luchas internas y sociales que tiene el pueblo indígena al ver como se contraponen sus creencias con el pensamiento impuesto por los frailes; mismos hechos que llevan a Tlacotzin y Crisanta a pasar por múltiples situaciones de enredo, caos, confusión e incertidumbre de su futuro.